# مهرجان سيدي امحمد بن عودة الدولي للفلم الوثائقي 2022
مهرجان سيدي امحمد بن عودة الدولي للفيلم الوثائقي 2022 الطبعة الثانية للمهرجان والتي إنطلقت فعاليتها في 23 نوفبر 2022 تحت إسم طبعة المرحوم أحمد سعيدي والتي شارك 19 فيلم بين الطويل والقصير من 10 دول  مثل الجزائرتونس مصر فلسطين فرنسا إيطاليا سلطنة عمان السينغال بلجيكا وبوركينافاسو وكانت إيطاليا ضيفة شرف ممثلة بالمعهد الإيطالي الثقافي بالجزائر والتي تديرها السيدة أونطونيا غراندي إضافة الجمعية العمانية للسينما بإدارة السيد حميد العامري،وكان شعارالطبعة من قبل الفنان شوقي بوكاف

## لجنة التحكيم

### الفيلم الطويل
| الحكام       | البلد          |  |
| ------------ | -------------- |  |
| جمال حازرلي  | الجزائر        |  |
| ماريو برينتا | إيطاليا        |  |
| فايق جرادة   | فلسطين المحتلة |  |
| صلاح الجمني  | تونس           |  |

### الفيلم القصير
| الحكام       | البلد   |
| ------------ | ------- |
| محمد والي    | الجزائر |
| وليد الدبوني | تونس    |
|              | الجزائر |

## الجوائز

### الفيلم الطويل
| الجائزة          | الفيلم           | الملصق | المخرج      | البلد          |
| ---------------- | ---------------- | ------ | ----------- | -------------- |
| العلفة الذهبية   | 143 شارع الصحراء |        | حسان فرحاني | الجزائر        |
| العلفة الفضية    | السمكة الذهبية   |        | توماس غروند | فرنسا          |
| العلفة البرونزية | جذور             |        | مصطفى نبيه  | فلسطين المحتلة |
| لجنة التحكيم     | منصورة تجمعنا    |        | مريم دوروثي | الجزائر        |

### الفيلم القصير
| الجائزة          | الفيلم               | المخرج            | البلد   |
| ---------------- | -------------------- | ----------------- | ------- |
| العلفة الذهبية   | جميلة في زمن الحراك  | عبد الرحمن حراث   | الجزائر |
| العلفة الفضية    | إمرأة تطل من النافذة | مروى علي الشرقاوي | مصر     |
| العلفة البرونزية | تحت الأرض            | حازم الهلباوي     | مصر     |
| لجنة التحكيم     | بيتا كاروتين         | محمد علي رشيد     | عمان    |
| تنويه            | المتحف               | جمال باشا         | الجزائر |